# Diaphus wisneri
Diaphus wisneri és una espècie de peix de la família dels mictòfids i de l'ordre dels mictofiformes.

## Hàbitat
És un peix marí i d'aigües subtropicals que viu entre 50-375 m de fondària.

## Distribució geogràfica
Es troba a les Hawaii.